# 宋金刚 (民变领袖)
宋金刚（6世纪?—620年），中国隋末民變首领。上谷（现河北省）人。
在上谷地区聚众反叛，之后，為竇建德所敗，率殘部投靠山西的刘武周，受封宋王，屢戰皆捷。南下与李世民交战，就是歷史有名的柏壁之戰，战败后與百餘騎兵逃亡到突厥，謀走上谷，突厥追獲，后被腰斬杀害。